# 斯图尔特·格兰杰
斯图尔特·弗朗西斯·格兰杰（英語：Stewart Francis Granger，1961年10月27日—），加拿大职业篮球运动员，曾效力于美国NBA联盟。他在1983年的NBA选秀中第1轮第24顺位被克里夫兰骑士选中。